# San Bernardo (Chile)
San Bernardo ist eine Stadt und Gemeinde im Süden von Santiago de Chile. Mit 291.610 Einwohnern (Zensus 2017) gehört sie zu den größten Gemeinden der Región Metropolitana de Santiago.

## Geografie
San Bernardo ist administrativer Sitz der Provinz Maipo, welche auch die Gemeinden Buin, Paine und Calera de Tango umfasst.
San Bernardo liegt auf einer Höhe von 540 m am Río Maipo und besitzt eine Fläche von 155 km².
Um San Bernardo entstand bis zum Jahr 2010 ein großer Naturpark namens Parque Metropolitano Sur, Cerros de Chena mit rund 12 Hektar Fläche. Das Zentrum bilden die beiden Berge Cerros Chena und Cerro Pucará.

## Geschichte
Ab 1811 begannen größere Arbeiten am Maipo-Kanal, der die Wasserversorgung im Gebiet um San Bernardo und Santiago sicherstellen sollte. Die Arbeiten wurden teilweise im Unabhängigkeitskrieg eingestellt. 1819 schickte Bernardo O’Higgins 200 Strafgefangene zur Beschleunigung der Kanalarbeiten. Die Arbeiten dauerten bis 1827. Dann gab Präsident Ramón Freire y Serrano den Kanal für die Öffentlichkeit frei.
Am 9. Februar 1821 wurde die Anlage der Stadt San Bernardo vom Senat beschlossen. Sie erhielt am 27. September 1830 ihre Stadtrechte.
Am 16. Juli 1955 ereignete sich in der Stadt ein schweres Zugunglück, bei dem 50 Personen starben. Weitere erlitten schwere Verletzungen.
Bis in die 1980er Jahre befanden sich hier auch die Hauptwerkstätten der chilenischen Staatsbahn Empresa de los Ferrocarriles del Estado, welche über viele Jahrzehnte der wichtigste Arbeitgeber der Stadt waren. Heute (2009) steht nur noch ein leeres Gebäude davon. Das restliche Areal wurde mit Einfamilienhäusern überbaut. Nur die S-Bahn-Station Maestranza (Werkstätte) erinnert noch daran.

## Söhne und Töchter der Stadt
- Eduardo Larraín Cordovez (1890–1970), Geistlicher
- Luis Rojas (* 1954), Fußballspieler
- Marcos Tamayo (* 1965), Fußballspieler
- Ángel Cofré (* 1994), Fußballspieler
- Vicente Fernández (* 1999), Fußballspieler
- Alexander Oroz (* 2002), Fußballspieler
- Luis Rojas (* 2002), Fußballspieler